# José Eulalio Samayoa
José Eulalio Samayoa (* Dezember 1780 in Guatemala-Stadt; † unsicher: 1866) war ein guatemaltekischer Komponist.

## Leben
José Eulalio Samayoa wurde im Dezember 1780 in Guatemala-Stadt geboren. Als Lehrling erlernte er das Gewerbe eines Kirchenmusikers, sowohl instrumental (Cello) als auch vokal (erst Knabenstimme, dann Tenor). Der Sänger Manuel Mendilla Retalhuleu, Mitglied der Kirchenkapelle der Kathedrale unter Rafael Antonio Castellanos, gab ihm Unterweisung im Komponieren und ermutigte die ersten Stücke des Jungen, sowohl zweistimmige Tanzstücke im Volkston (Sones) für Violine und Bass, als auch kürzere Lieder und Stücke für den Kirchengebrauch. In seiner Jugend unternahm Samayoa Studien der Liturgie und Theologie zur gleichen Zeit, als er die katholische Kirchenmusik erlernte. Am 2. Juli 1813 gründete er die Philharmonische Gesellschaft von Guatemala, die dem Heiligen Herz Jesu gewidmet war. Dieses war eine von den ersten Philharmonischen Gesellschaften in der Neuen Welt. Auch führte er zu verschiedenen Zeitabschnitten ein für heutige Historiker äußerst wichtiges Tagebuch, in dem er nicht nur persönliche Eintragungen machte, wie z. B. seine Eheschließungen u. Ä., sondern auch die täglichen Begebenheiten seiner Zeit (Unabhängigkeitsaufstände, Kriege und die jeweiligen politischen Situationen) berichtete. 
Als Komponist entwuchs er der spanischen barocken und vorklassischen Traditionen und wurde in zunehmendem Maß von den Sinfonien Joseph Haydns angeregt, von dem er mehrere besaß und dessen Studium ihn in die Kunst des sinfonischen Komponierens einführten. So wurde er zu einem der ersten Sinfonikern in der Neuen Welt. Unter seinen Schriften sind auch seine historischen Überlegungen zur Musik Guatemalas von großem Interesse.

## Auserlesene Werke

### Sinfonien
- Sinfonie Nr. 7, Es-Dur, gewidmet »dem Sieg in der Schlacht von Xiquilisco«
- Sinfonía Cívica, C-Dur
- Sinfonía Histórica, D-Dur

### Andere Orchesterwerke
- 9 Orchesterstücke für Kirchengebrauch
- 2 Orchesterstücke für die Kirche
- Allegro Nr. 9, C-Dur
- Divertimento Nr. 10, C-Dur

### Instrumentalmusik für kleineres Ensemble
- Toccata Nr. 1, D-Dur, 2 Hörner, 2 Violinen, Bass
- Toccata Nr. 2, D-Dur, 2 Hörner, 2 Violinen, Bass
- Toccata Nr. 3, F-Dur, 2 Hörner, 2 Violinen, Bass
- Toccata Nr. 4, F-Dur, 2 Hörner, 2 Violinen, Bass
- Toccata Nr. 5, F-Dur, 2 Hörner, 2 Violinen, Bass
- Toccata Nr. 6, D-Dur, 2 Violinen, Bass
- Toccata Nr. 7, A-Dur, 2 Violinen, Bass
- Toccata Nr. 8, e-Moll, 2 Violinen, Bass
- Toccata Nr. 9, A-Dur, 2 Violinen, Bass
- Toccata [C 212], C-Dur, 2 Hörner, 2 Violinen, Bass
- Toccata "Pastorela", C-Dur, 2 Hörner, 2 Violinen, Bass
- Toccata [C 214], C-Dur, 2 Hörner, 2 Violinen, Bass
- Toccata "La estatua ridícula" (»Das lächerliche Denkmal«), C-Dur, 2 Hörner, 2 Violinen, Bass
- Divertimento Nr. 1, D-Dur, Flöte, 2 Oboen, 2 Hörner, 2 Violinen und Bass
- Divertimento No. 3, D-Dur, 2 Hörner, 2 Violinen, Bass
- Divertimento No. 7, D-Dur, 2 Oboen, 2 Klarinetten, 2 Hörner, 2 Violinen, Bass
- Allegro Nr. 10, D-Dur, 2 Hörner, 2 Violinen, Bass
- Allegro No. 11, D-Dur, 2 Violinen, Bass
- 10 Kirchenstücke für Orgel

### Vokale Kirchenmusik
- Missa a Solo, Sopran und Orgel
- Taedet animam meam, F-Moll, Sopran, Hörner und Streicher
- Taedet animam meam, a-Moll, Sopran, Flöten und Streicher
- Missa a Duo, A-Dur, 2 Sopranstimmen und Orgel
- Duos für das Heilige Kreuz, Es-Dur, 2 Sopranstimmen, Hörner und Streicher
- Officium Defunctorum, D-Dur, 2 Sopranstimmen, Hörner und Streicher
- Salve Regina, c-Moll, 2 Sopranstimmen, Alt, Streicher
- Parcemihi, C-Dur, dreistimmiger Chor (S,A,T) und Orchester
- Vesper für unsere liebe Heilige Jungfrau, dreistimmiger Chor und Orchester
- Zwei Motetten, dreistimmiger Chor und Orchester
- Messe für den Heiligen Sankt Joseph, A-Dur, dreistimmiger Chor und Orchester
- Libera me Domine [C 112], vierstimmiger Chor (S, S, A, T), Streicher.
- Libera me Domine [C 113], 2 Sopranstimmen, Hörner und Streicher
- 5 Tonadas a la Loa de Concepción, Chor, Orchester
- 2 Kantaten für das Heilige Sakrament, zweistimmiger Chor, Streicher
- Requiem, Es-Dur, Chor und Orchester [Partitur verschollen]